# Roppeltshausen
Roppeltshausen ist ein Ortsteil der Gemeinde Ziemetshausen im schwäbischen Landkreis Günzburg. 

## Geographie
Der Weiler liegt circa einen Kilometer südlich von Ziemetshausen und ist über die Staatsstraße 2525 zu erreichen.

## Geschichte
Im Zuge der Verwaltungsreformen in Bayern entstand mit dem Gemeindeedikt von 1818 die Gemeinde Muttershofen, zu der das Dorf Bauhofen und der Weiler Roppeltshausen gehörte.
Im Zuge der Bayerischen Gebietsreform wurde die bis dahin selbstständige Gemeinde Muttershofen mit ihren Ortsteilen am 1. Juli 1972 nach Ziemetshausen eingemeindet.
Muttershofen, Bauhofen und Roppeltshausen gehören zur katholischen Pfarrei Sankt Peter und Paul in Ziemetshausen.

## Baudenkmäler
Siehe: Liste der Baudenkmäler in Roppeltshausen